# Kucsmás szíbia
A kucsmás szíbia (Heterophasia capistrata) a madarak osztályának verébalakúak (Passeriformes) rendjébe és a  Leiothrichidae családjába tartozó faj.

## Rendszerezése
A fajt Nicholas Aylward Vigors ír zoológus írta le 1831-ben, a Cinclosoma nembe Cinclosoma capistratum néven.

## Alfajai
- Heterophasia capistrata bayleyi (Kinnear, 1939)
- Heterophasia capistrata capistrata (Vigors, 1831)
- Heterophasia capistrata nigriceps (Hodgson, 1839)[2]

## Előfordulása
Dél- és Délkelet-Ázsiában, Bhután, Kína, India, Nepál és Pakisztán területén honos. Természetes élőhelyei a szubtrópusi vagy trópusi hegyi esőerdők, mérsékelt övi erdők, magaslati cserjések, valamint szántóföld és vidéki kertek. Állandó, nem vonuló faj.

## Megjelenése
Testhossza 24 centiméter, testtömege 28-47 gramm.
|  |

## Életmódja
Rovarokkal és bogyókkal táplálkozik.

## Természetvédelmi helyzete
Az elterjedési területe elég nagy, egyedszáma ismeretlen. A Természetvédelmi Világszövetség Vörös listáján nem fenyegetett fajként szerepel.